# Quart viatge de Colom

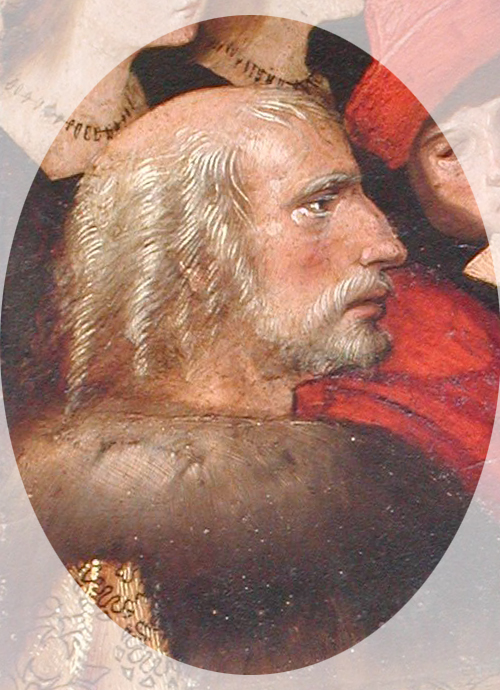
Retrat de Colom

El Quart Viatge de Cristòfor Colom (Sortida de Sevilla, 3 abril de 1502 - Retorn a Sanlúcar de Barrameda, 7 novembre 1504) va ser una expedició transoceànica dirigida per Cristòfor Colom amb el propòsit de trobar un pas marítim en el que avui coneixem com Amèrica per trobar alguna cosa que definitivament fóra el continent asiàtic. En el viatge descobrirà diverses illes a les Antilles Majors: Caiman Brac i Little Cayman, i la costa d'Amèrica Central per la zona on actualment es troben Hondures, Nicaragua, Costa Rica i Panamà, fins a arribar al Golf d'Urabá, entre Panamà i Colòmbia.

## Preparatius del viatge
Colom arma dues caravel·les, la Capitana i la Santiago, i dues naus, el Gallego i el Vizcaíno. Les naus disposen d'innovadores veles llatines, que permeten a la seva flota de navegar en angle de cara al vent i navegar a l'oest cap a l'Oceà Atlàntic.
La tripulació serà un total de 144 homes. Colom selecciona alguns membres de la seva tripulació, el seu germà Bartomeu Colom que també ha estat apartat del govern la Hispaniola, el seu fill Ferran Colom de 13 anys i Diego Méndez de Segura com escrivà oficial. Però Colom no pot escollir els seus capitans, que són elegits pels seus finançadors. Els capitans són Diego de Porres i Francisco de Porras, els quals estaven a càrrec de la caravel·la Santiago. A més, els reis accepten finançar el quart viatge amb la condició que no torni a trepitjar l'illa de la Hispaniola.

## Trajecte
Segons la història oficial Colom surt el 3 abril 1502 del Port de Sevilla i el 9 de maig fa escala a Cadis. Posteriorment, navega cap al sud per la costa d'Àfrica fins a arribar al dia 25 de maig a Gran Canària. Després d'això, emprenen la travessia per creuar l'Atlàntic i resulta ser la més ràpida de totes, ja que només triga 21 dies a creuar l'Atlàntic. Colom detecta la proximitat d'un huracà al Carib.

### Arribada
El 29 de juny arribaren a l'illa de la Hispaniola, però el nou governador, Nicolás de Ovando, els prohibeix de desembarcar, tot seguint ordres dels Reis. Colom sabia què era un huracà, ja que en va patir un en el seu segon viatge, i necessitava un port on protegir-se, però els espanyols que estan en la Hispaniola no creien que s'apropés cap tempesta. En observar que l'huracà es dirigia cap al Nord de l'illa, decidí portar els seus vaixells a una badia al Sud. La nit del 30 de juny l'huracà assotà tan fort que arrenca els quatre vaixells de les seves àncores i els dispersa pel mar però l'endemà al matí aconsegueixen reagrupar-se en una cala que Colom havia esmentat anteriorment i amb les naus poc danyades. No obstant això, Santo Domingo ha quedat arrasada i el mar ha enfonsat 29 dels 30 vaixells del nou governador i han mort 500 persones, però Colom segueix sense permís per desembarcar, de manera que es dirigeix a Jamaica per proveir-se. Posteriorment segueix la costa de Cuba i després va en direcció a l'oest, cap a les aigües del Carib, totalment inexplorades.
L'any 1503, Colom descobrí les illes anomenades Caiman Brac i Petites Caiman que reberen el nom de "Les Tortugues". Tanmateix, mai arribà a conèixer l'illa de Gran Cayman. Aquest viatge fou l'últim que va fer per les Gran Antilles. El terme Les Tortugues vingué donat per la gran quantitat de tortugues que hi havia als voltants d'aquestes illes.

### Ruta per Centreamèrica

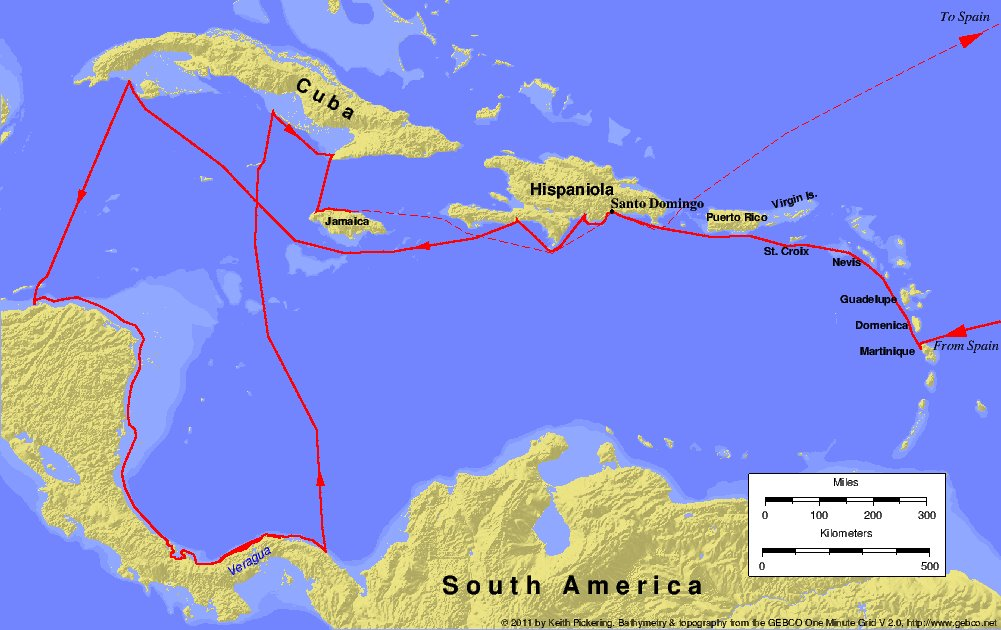
Ruta

Arriba a la costa del que avui coneixem com Amèrica, és el primer a cartografiar aquest territori. Per la costa, ha conegut a indis que parlen d'un immens canal d'aigua terra endins anomenat Cigare, que ell considera que pot ser un pas viable. A l'octubre de 1502 s'atura a Chiriqui, en l'actual Panamà, on segueix un canal cap a l'interior pensant que trobaria una sortida però el canal acaba abruptament. Els indis Chiriqui li parlen d'una ruta terrestre de 9 dies a través de les muntanyes que portava a un oceà diferent. Colom comença la ruta però pràcticament a la mateixa zona on al segle XX es construirà el Canal de Panamà, decideix no continuar per aquí al considerar massa arriscat internar als seus homes en aquest territori i perquè ell volia trobar una ruta estrictament marítima. D'haver seguit, s'hagués convertit en el descobridor de l'Oceà Pacífic.
A mesura que viatja cap al Sud per la costa d'Amèrica Central, comença a veure que els indis cada vegada s'assemblen més als que havia vist en el seu tercer viatge, quan va arribar a les costes del que avui coneixem com Veneçuela aquests indis li havien dit que no hi havia cap pas marítim. El 5 de desembre, després de recórrer la pràctica totalitat de la Costa d'Amèrica Central i amb una tripulació esgotada, abandona la recerca del pas Occidental i es dirigeix a Veragua, en l'actual Panamà, perquè els indis li havien dit que hi havia abundant or.
En Varagua, Bartolomé Colón organitza una expedició cap a l'interior. En els rius i rierols descobreixen llavors d'or, coure i plata. Colom trava amistat amb els indis locals, els Guaymis però amb el temps sorgeixen friccions en veure els nadius que Colom roman allà i vol convertir-los al cristianisme i saquejar les seves riqueses, després del que es produeix un combat entre els guaymí i els mariners de Colom. Encara que els guaymí superen en nombre als mariners per 10 a 1 els avenços tècnics com l'ús d'armes de metall o dels arcabussos els fan guanyar la batalla. No obstant això, els indis contraataquen matant a alguns espanyols, que fugen cap als vaixells.
Colom accepta que no podrà establir una colònia allà en aquestes circumstàncies i decideix emprendre el camí de tornada. No obstant això, a la ruta pel Carib, tots els vaixells estan afectats per la broma, un mol·lusc que es menja la fusta i podrits començaven a enfonsar-se, sent l'única solució treure l'aigua amb galledes i una bomba d'aspiració, que consistia en un tub de fusta amb un pistó que, bombant, treia l'aigua que entrava en el vaixell i l'abocava a la coberta, on era llançada al mar en galledes. A més de trobar-se al mar sense terra propera, els calafats (reparadors de vaixells) que es anaven en l'expedició havien mort a mans dels indis. En aquest ordre de coses va tenir una altra tempesta.

### El naufragi a Jamaica
Al juny de 1503 Colom aconsegueix portar els vaixells a l'Illa de Jamaica, on s'enfonsen. Ara tota la tripulació ha naufragat en una illa sense colonitzar. Munten un campament i intenten una convivència positiva amb els indis de l'illa, que els ofereixen menjar. Colom proposa a Diego Méndez anar en canoa a l'Espanyola a demanar ajuda, i Méndez s'ofereix voluntari. Colom li lliura a Méndez a més una carta dirigida als Reis Catòlics, datada el 7 de juliol de 1503, que serà coneguda com a Lettera raríssima en la seva còpia italiana i la còpia en castellà es troba a la Biblioteca Universitària de Salamanca.
Méndez s'havia anat fa 6 mesos i no es produïa el rescat. Es produeix una lluita de lideratge i els germans Porras s'escindeixen del grup i causen estralls en les relacions amb els espanyols robant els indis, violant una indígena i posant-los contra Colom. Els indis deixen de portar menjar a Colon. Després d'això, Colom recorre als seus coneixements astronòmics per predir un eclipsi lunar i avisa els indis que els déus estan enfadats amb ells per negar-los el menjar i que, per això s'enfosquirà la lluna el 29 de febrer de 1504. Arribat el dia, en veure els indis que l'eclipsi es produeix tornen a portar menjar a Colom.
Finalment, el governador de l'Espanyola, Nicolás d'Ovando, envia un vaixell a Jamaica que fondeja a distància. Només el bot del capità del vaixell arriba a la riba, el qual el porta a Colom un porc rostit, una mica de vi i les salutacions del governador.
Al maig de 1504 es produeix una batalla entre els homes lleials a Colom i els lleials als germans Porras, en la qual hi ha una baralla a espasa entre Bartomeu Colom i Francesc de Porras. Bartomeu Colom guanya a Francisco però li perdona la vida. D'aquesta manera, acaba el motí.

### Retorn a Espanya
El 29 de juny apareix a l'illa una caravel·la enviada per Diego Méndez. En aquest moment queden 110 membres de l'expedició vius. A causa dels forts vents la caravel·la s'ha d'aturar pel camí, trigant 45 dies a arribar a l'Espanyola, un viatge que Diego Méndez havia fet en 4 dies en una canoa. Molts homes decideixen no tornar a embarcar i es quedaran a L'Espanyola en lloc de tornar a Espanya. L'11 setembre de 1504 Cristòfor Colom i el seu fill Hernando s'embarca en una caravel·la per viatjar des de L'Espanyola a Espanya, però hauran de pagar el seu passatge. Arribarà a Sanlúcar de Barrameda, a Espanya, el 7 de novembre.